# Jean-Denis Attiret
Jean-Denis Attiret (Dole, França, 31 de juliol de 1702 - Pequín 8 de desembre de 1768), jesuïta missioner i pintor francès a la cort imperial de l'emperador Qianlong de la dinastia Qing.

## Biografia
Va nàixer en una família de tradició artística i va iniciar-se en l'art de la pintura en el taller del seu pare i posteriorment va anar a estudiar a Roma. L'any 1735 va ingressar a la Companyia de Jesús a Avinyó. Després de dos anys de noviciat el 8 de gener de 1738 va sortir del port de An Orient cap a la Xina on va arribar el 7 d'agost de 1738. El 1739 l''emperador Qianlong el va nomenar "pintor oficial de la Cort", on va treballar a les ordres d'un altra jesuïta pintor, l'italià Giuseppe Castiglione. Durant 31 anys al palau imperial va participar en grans projectes de decoració dels palaus d'estiu i l'ampliació de l'Antic Palau d'Estiu, originàriament anomenats Jardins Imperials (un Palau de Versalles en miniatura) on hi van col·laborar Castiglione i el jesuïta i astrònom francès Michel Benoist.
Attiret va pintar més de 200 retrats dels membres de la cort i també obres de caràcter religiós.
Attiret va adoptar el nom xinès de Wang Zhi Cheng, i més tard gràcies a l'amistat amb l'emperador va rebre el títol de "mandarí de 3ª classe".